# 斯拉武特奇市镇
斯拉武特奇市鎮（烏克蘭語：Славутицька міська громада），是烏克蘭基輔州維什霍羅德區的一個市镇，行政中心為斯拉武特奇。

## 居民點
該市鎮只包括斯拉武特奇市內的範圍，並不包含任何其他的居民點。